# The Heroes of Telemark
The Heroes of Telemark is een Britse film van Anthony Mann die werd uitgebracht in 1965. 
Het scenario is gebaseerd op de romans Skis Against the Atom (Knut Haukelid, 1954) en But for These Men (John Drummond, 1962) die het waargebeurde verhaal van Operatie Freshman als onderwerp hebben. 

## Verhaal
Noorwegen in de Tweede Wereldoorlog. In het door hen bezette Noorwegen hebben de nazi's Norsk Hydro overgenomen, een elektrische centrale in de stad Rjukan, in de provincie Telemark, in het zuiden van Noorwegen. De nazi's drijven de productie van zwaar water op met het oog op de vervaardiging van een atoombom. 
Omdat dit de kansen van de nazi's op succes verhoogt beslissen de Noorse verzetsleider Knut Straud en zijn landgenoot, fysicus Rolf Pedersen, in de herfst 1942 in overleg met de Britten dat er een raid moet worden uitgevoerd op de fabriek om het Duitse nucleair onderzoek een halt toe te roepen. De luchtaanvallen van de Royal Engineers mislukken echter. Het Noors verzet, onder leiding van Straud en Pedersen, onderneemt een tweede raid die meer succes kent. De Duitsers slagen erin de installaties te herstellen. 
Wanneer het verzet verneemt dat de ganse voorraad zwaar water per veerboot naar Duitsland zal verscheept worden moet de boot tot zinken worden gebracht.

## Rolverdeling
| Acteur           | Personage                                  |
| ---------------- | ------------------------------------------ |
| Kirk Douglas     | Rolf Pedersen, professor in de natuurkunde |
| Richard Harris   | Knut Straud, verzetsleider                 |
| Ulla Jacobsson   | Anna Pedersen                              |
| Michael Redgrave | de oom van Anna                            |
| David Weston     | Arne                                       |
| John Golightly   | Freddy                                     |
| Alan Howard      | Oli                                        |
| Patrick Jordan   | Henrik                                     |
| William Marlowe  | Claus                                      |
| Maurice Denham   | de ziekenhuisarts                          |
| Roy Dotrice      | Jensen                                     |
| Anton Diffring   | majoor Frick                               |
| Eric Porter      | Josef Terboven                             |